# چشم‌های آسیا
چشم‌های آسیا (انگلیسی: Os Olhos da Ásia) یک فیلم درام تاریخی سینمای پرتغال محصول ۱۹۹۶ به کارگردانی ژائو ماریو گریلو است که فیلمنامه را نیز با «پائولو فیلیپه» نوشته‌است. این فیلم تا حدی بر اساس سکوت (رمان) است که توسط شوساکو اندو نوشته شده‌است.